# Каменный Городец
Каменный Городец — деревня в Усвятском районе Псковской области России. Входит (с 2015 года) в состав сельского поселения «Усвятская волость».

## География
Находится на юге региона, в северо-западной части района, в лесной местности, примерно в 900 метрах к востоку от р. Комля.
Уличная сеть не развита.

## История
В соответствии с Законом Псковской области от 28 февраля 2005 года № 420-ОЗ деревня Каменный Городец вошла в состав образованного муниципального образования Калошинская волость.
В её состав входила до 30 апреля 2015 года.
Согласно Областному Закону № 1508-ОЗ от 30.03.2015 г. Калошинская волость была упразднена, и все деревни волости, в том числе Каменный Городец, включены в состав Усвятской волости.

## Население
| 2001 | 2002 | 2010 |
| ---- | ---- | ---- |
| 8    | ↘4   | ↘3   |

## Инфраструктура
Личное подсобное хозяйство.

## Транспорт
Просёлочная дорога.